# John Ashton
John David Ashton (Springfield (Massachusetts), 22 februari 1948 – Fort Collins (Colorado), 26 september 2024) was een Amerikaans acteur. Hij maakte in 1974 zijn film- en acteerdebuut in So Evil, My Sister. Sindsdien speelde hij in meer dan dertig films (meer dan 45 inclusief televisiefilms), zoals Oscar-winnaar Breaking Away en zowel Beverly Hills Cop als Beverly Hills Cop II.
Ashton scheidde in 2001 van zijn tweede echtgenote, met wie hij in 1976 trouwde. Hij was eerder, van 1967 tot 1971, getrouwd met zijn eerste echtgenote. Uit beide huwelijken kwam één kind voort.
Ashton overleed op 26 september 2024 op 76-jarige leeftijd.

## Filmografie
*Exclusief 10+ televisiefilms
| - Beverly Hills Cop: Axel F (2024) - American Christmas (2019) - My Little Baby (2019) - Making a Deal with the Devil (2019) - The Last Big Save (2019) - Once Upon a River (2019) - The Joke Thief (2018) - The Neighborhood (2017) - Uncle John (2015) - Middle Men (2009) - Gone Baby Gone (2007) - Sweet Deadly Dreams (2006) - Bill's Gun Shop (2001) - Avalanche (1999) - Instinct (1999) - Meet the Deedles (1998) - Fast Money (1996) - For Which He Stands (1996) - The Shooter (1995) - Trapped in Paradise (1994) - Little Big League (1994) | - In the Living Years (1994) - Curly Sue (1991) - I Want to Go Home (1989) - Midnight Run (1988) - She's Having a Baby (1988) - Beverly Hills Cop II (1987) - Some Kind of Wonderful (1987) - King Kong Lives (1986) - Last Resort (1986) - Beverly Hills Cop (1984) - The Adventures of Buckaroo Banzai Across the 8th Dimension (1984) - Money Hunt: The Mystery of the Missing Link (1984) - Honky Tonk Freeway (1981) - Borderline (1980) - Breaking Away (1979) - Oh, God! (1977) - Cat Murkil and the Silks (1976) - The Psychopath (1975) - So Evil, My Sister (1974) |

## Televisieseries
*Exclusief eenmalige gastrollen
- Eastenders - Mr. Corby (1995, twee afleveringen)
- Hardball - Charlie Battles (1989-1990, achttien afleveringen)
- Dallas - Willie Joe Garr (1978-1979, zes afleveringen)
- The A-Team - Cactus Jack Slater (seizoen 3 aflevering Cup ‘a Joe, 1985)

- Biblioteca Nacional de España: XX1288771
- Bibliothèque nationale de France: cb140074146 (data)
- Gemeinsame Normdatei: 1141178958
- International Standard Name Identifier: 0000 0001 1445 2444
- Library of Congress Control Number: no98101147
- Nationale Bibliotheek van Tsjechië: xx0155909
- Nationale Bibliotheek van Israël: 987007426960405171
- Istituto Centrale per il Catalogo Unico: UBOV642921
- Système universitaire de documentation: 156928779
- Virtual International Authority File: 58703026
- WorldCat: E39PBJdxbg3tQvqq9CgPjgbfMP